# Stig Johansson
Stig Lennart Johansson (Borås, 7 aprile 1924 – Göteborg, 14 agosto 2007) è stato un pallanuotista svedese.

## Biografia
Ha fatto parte della Svezia che ha partecipato alle Olimpiadi estive di Helsinki 1952.
Era il fratello dell'anch'esso pallanuotista e nuotatore olimpico Olle Johansson.